# Unterföhring
Unterföhring là một đô thị ở München bang Bayern thuộc nước Đức. Đô thị tự quản này có diện tích 12,80 km² (4,9 mi²), dân số 7887 (năm 2006), nằm ở độ cao 508 mét.
Nó nằm tiếp giáp với phía đông bắc của Munich, và là một trong những vùng ngoại ô gần quận trung tâm của Munich.
Trước khi thành lập Munich khoảng 1158, một điểm giao cắt quan trọng tồn tại trên sông Isar, cầu Föhringer. Unterföhring đã được đề cập trong các văn bản lần đầu tiên vào năm 1180 như là một nơi độc lập (inferius Feringin). Trong quá trình cải cách hành chính ở Bavaria đô thị tự quản ngày nay đã phát triển với sắc lệnh của đô thị 1818.